# Puente de los Franceses (chanson)

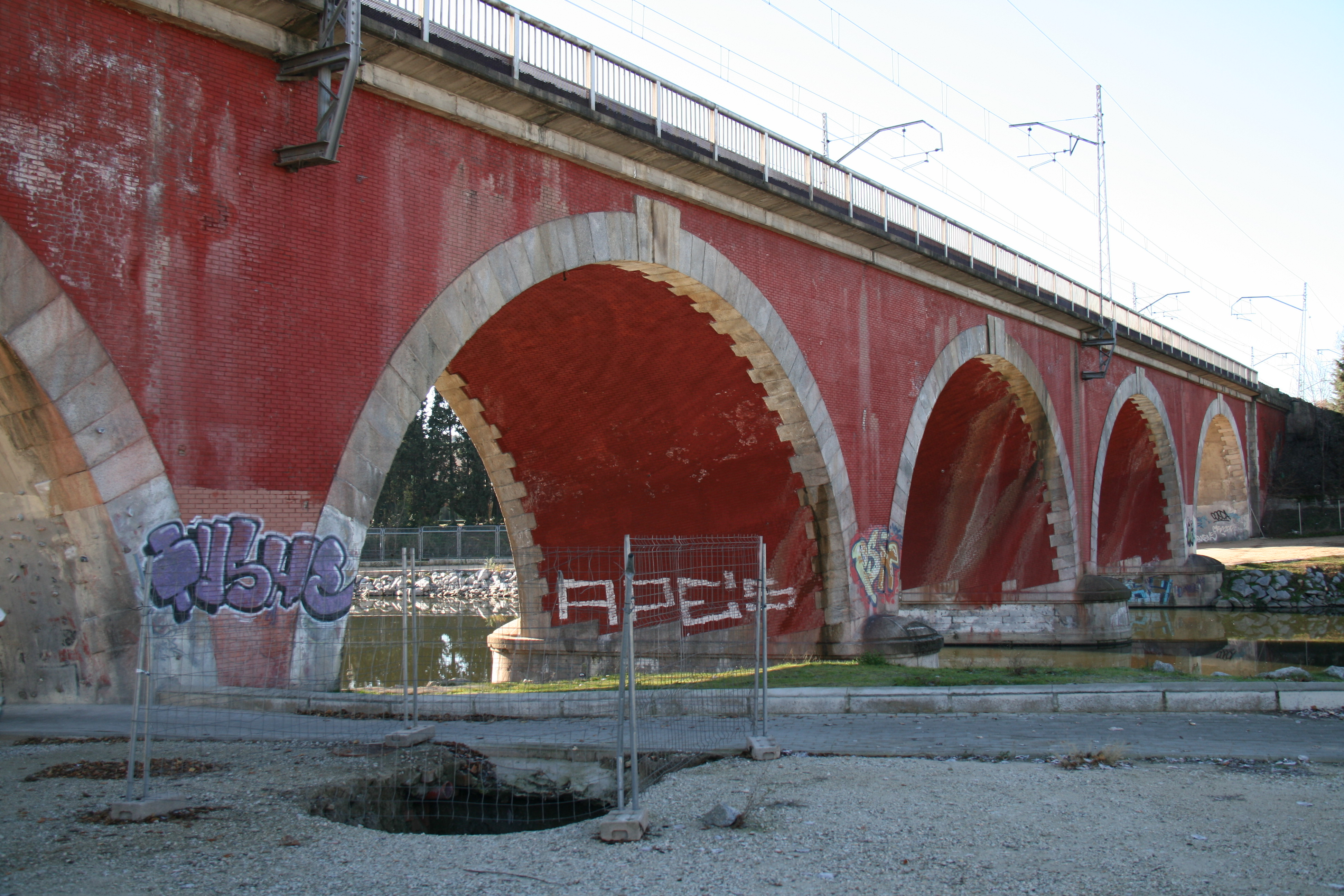
Le pont des Français.

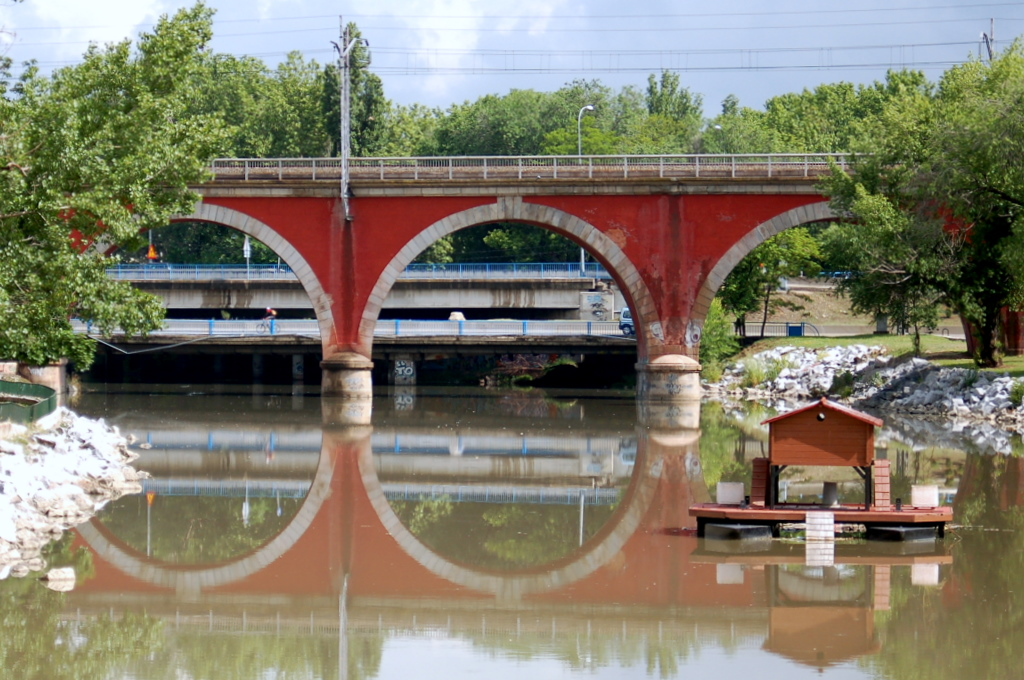

La chanson Puente de los Franceses est chantée dans le camp républicain lors de la défense de Madrid, pendant la Guerre civile. Ses paroles sont liées à la défense du viaduc ferroviaire, nommé pont des Français, intense front de bataille dans les premiers jours du mois de novembre 1936. Cette chanson fait partie des chansons de la Guerre Civile espagnole, ayant pour objectif de soutenir le moral des combattants du parti républicain. Sa mélodie est inspirée de celle de Los cuatro muleros.

## Contexte
Le pont a été construit entre 1860 et 1862 par des ingénieurs français afin de mettre en service la ligne de chemin de fer du Nord (Madrid-Venta de Baños-Irún), sur la rivière Manzanares. Son nom populaire est dû à la présence d'ouvriers français pendant sa construction et leur cohabitation avec les Madrilènes. Le viaduc est réalisé en briques rouges et en granite. Le Pont se trouve à proximité de la Gare du Nord et sur les rives de la rivière près de la Casa del Campo. 
En 1936, après le putsch militaire, la marche vers Madrid est organisée, avec environ huit mille soldats rebelles originaires du protectorat espagnol au Maroc, qui prétendent enlever la capitale au parti républicain. Leur avancée depuis le sud, depuis l'Estrémadure et Tolède les conduit en novembre 1936 aux portes de Madrid, face à la Casa de Campo. La Junte de Défense de Madrid confie la défense de cette position au commandant Romero sur le viaduc, au début des combats le 15 novembre. Les assaillants parviennent à franchir le pont malgré de nombreuses pertes, donnant son nom à la "passerelle de la mort". 

## Paroles
L'une des premières versions de la chanson mentionne les éléments caractéristiques de la bataille autour du viaduc : les miliciens républicains (défenseurs), la Casa de Campo (axe d'attaque principale des troupes rebelles du Général Asensio), les maures (troupes de tabores originaires du protectorat du Maroc), la rivière Manzanares (frontière entre les deux partis les 14 et 15 novembre de 1936), et les intenses bombardements terrestres et aériens des jours précédents sur la ville. Les paroles de cette première version sont les suivantes :

« Puente de los Franceses

puente de los Franceses

puente de los Franceses

mamita mía nadie te pasa, nadie te pasa.

Porque los milicianos

porque los milicianos

porque los milicianos

mamita mía que bien te guardan, que bien te guardan

Por la Casa de Campo

Por la Casa de Campo

Por la casa de Campo

mamita mia y el Manzanares, y el Manzanares

Quieren pasar los moros

Quieren pasar los moros

Quieren pasar los moros

mamita mia no pasa nadie, no pasa nadie

Madrid ¡que bien resistes!

Madrid ¡que bien resistes!

Madrid ¡que bien resistes!

mamita mía los bombardeos, los bombardeos

De las bombas se ríen

de las bombas se ríen

de las bombas se ríen

mamita mía los madrileños, los madrileños. »

D'autres versions existent, faisant référence aux quatre généraux assaillants : Franco, Sanjurjo (mort au début de la rébellion), Mola et Queipo de Llano.